# 체르노모르스키현

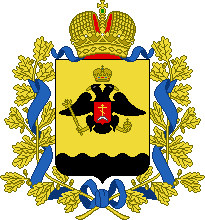
체르노모르스키현의 문장

체르노모르스키현의 지도

체르노모르스키현(러시아어: Черноморская губерния)은 1896년부터 1918년까지 존재했던 러시아 제국의 현으로 현도는 노보로시스크이며 면적은 7,346km2, 인구는 57,478명(1897년 당시 기준)이다. 1896년 쿠반주에서 분리되어 신설되었다. 1918년에는 이 곳에서 흑해 소비에트 공화국이 수립되었다.